# Yigoga facunda
Yigoga facunda là một loài bướm đêm trong họ Noctuidae.